# Sheikh Muszaphar Shukor
Sheikh Muszaphar Shukor Al Masrie bin Sheikh Mustapha (né le 27 juillet 1972) est le premier astronaute malaisien.

## Biographie
Né à Kuala Lumpur, Malaisie, Sheikh Muszaphar a suivi ses études secondaires à la Maktab Rendah Sains MARA à Muar.
Il a ensuite obtenu un diplôme de médecin au Kasturba Medical College, Manipal : il a travaillé à l'hôpital Seremban (1998), à l'hôpital de Kuala Lumpur (1999) et à l'hôpital Selayang (2000-2001). Il est actuellement orthopédiste et un professeur de médecine à l'université nationale de Malaisie (en).
Il a été sélectionné au début de 2006 avec trois autres finalistes pour suivre un entraînement à la Cité des étoiles en Russie, et a été finalement sélectionné comme astronaute titulaire pour Soyouz TMA-11 en septembre 2006. Sa doublure dans le cadre du programme était Faiz Khaleed.

## Vol réalisé
Il s'envole vers la Station spatiale internationale à bord de Soyouz TMA-11 le 10 octobre 2007, avec l'astronaute américaine Peggy Whitson et le cosmonaute russe Youri Malenchenko, pour un vol de plus de 10 jours.
Il est de retour le 21 octobre 2007, revenant sur Terre avec les cosmonautes russes Fedor Iourtchikhine et Oleg Kotov, qui ont passé six mois à bord de la Station spatiale internationale. Le retour sur Terre a eu lieu selon une trajectoire balistique inhabituelle et éprouvante pour les hommes d'équipage, qui se sont posés à environ 60 kilomètres de l'endroit prévu, avant d'être récupérés comme d'habitude par une équipe médicale.